# István Örkény
István Örkény, född 5 april 1912 i Budapest, död där 24 juni 1979, var en ungersk författare.
Örkény ville tidigt bli författare men hans far uppmanade honom att studera till apotekare. När han efter fem års farmacistudier tog  
examen krävde fadern att han också skulle studera kemiteknik. Efter ytterligare fem års studier blev han inkallad till militären och stred  ett år på östfronten innan han  tvingades tillbringa fyra år i ett sovjetiskt fängelse. Först därefter började han att skriva.
Örkénys första novellsamling var Tengertánc (Havsdans) från 1941. Boken var en samling groteska historier om fascismen. År 1956 återkom han med novellsamlingar om sina erfarenheter av kriget. Boken Macskajáték (Kattleken) från år 1966 handlar om mänskliga relationer och boken Tóték (Familjen Tót) från år 1967 skildrar fascismens pyykologi. Hans roman Rózsakiállítás (Rosenutställningen) från år 1977 uttrycker tankar om livet och död genom döende människors groteska rollspel.